# Leptococcus grallator
Leptococcus grallator är en insektsart som beskrevs av Williams och Watson 1988. Leptococcus grallator ingår i släktet Leptococcus och familjen ullsköldlöss.
Artens utbredningsområde är Fiji. Inga underarter finns listade i Catalogue of Life.